# Rhacophorus minimus
Rhacophorus minimus är en groddjursart som beskrevs av Rao, Wilkinson och Liu 2006. Rhacophorus minimus ingår i släktet Rhacophorus och familjen trädgrodor. IUCN kategoriserar arten globalt som starkt hotad. Inga underarter finns listade i Catalogue of Life.